# الیوت ۳۱۹۳
سیارک ۳۱۹۳ (به انگلیسی: 3193 Elliot، نامگذاری:1982DJ) سه هزار و صد و نود و سومین سیارک کشف شده‌است که در ۲۰ فوریه ۱۹۸۲ کشف شد.
قدر مطلق سیارک برابر ۱۳٫۴۰ است.